# محوطه کچک گاور
محوطه کچک گاور مربوط به دوران پارینه‌سنگی است و در شهرستان مریوان، روستای پیرانشاه واقع شده و این اثر در تاریخ ۲ بهمن ۱۳۸۲ با شمارهٔ ثبت ۱۰۷۷۷ به‌عنوان یکی از آثار ملی ایران به ثبت رسیده است.